# Língua sererê
Sererê (seereer) é um grupo de línguas e dialetos falados pelo povo serer, da África Ocidental, no Senegal, no Gâmbia e na  Mauritânia.

## Classificação
Sererê é uma das línguas Senegambianas, tendo a característica de mutação de consoantes. Sapir (em 1971) a classificou como uma língua Atlântica semelhante às línguas fulas.  Porém, uma largamente citada e errônea leitura de dados feita por Wilson (1989) inadvertidamente a confundiu com a língua uolofe. Segerer (2009, 2010) confirmou as ideias de Sapir. Sererê e fula são mesmo muito relacionadas (compartilham sufixos classificadores de substantivos que não existem nem uma outra língua Atlântica. 

## Dialetos
Os dialetos são Sererê Sine (o mais importante), Segum, Fadyut-Palmerin, Dyegueme (Gyegem) e Niominca, sendo todos mutuamente inteligíveis.
Nem todos os sererês falam a língua do mesmo nome, Cerca de 200 mil falam línguas Cangines, as quais, pelo fato dos falantes serem da mesma etnia, são consideradas como dialetos do Serer. Porém, não uma há grande relação entre as Cangines e o Serer. Este último é bem mais próximo da língua fula do que das Cangines.
Os Dialetos e suas áreas ão:
- Serer-Sine; falado em Sine-Saloum, Kaolack, Diourbel, Dacar e outras partes de Senegal.
- Serer-Safen; falado no sudeste de Dacar.
- Serer-Ndut; falado em Mont-Roland, uma área a noroeste de Thiès e em Biffeche, no Rio Senegal.
- Serer-Noon; falado nos arredores de Thiès.
- Serer-Palor; falado em uma pequena área entre Rufisque e Thiès.
- Serer-Lehar; falado em uma pequena área a norte de Thiès.

Todas as línguas sererês exceto serer-sine (a maior) são classificadas no grupo das línguas cangin.
A maioria dos falantes do sererê também fala uolofe, a língua dos uolofes, como segunda língua, e aqueles que vivem na cidade tendem a ter o uolofe como primeira língua.

## Escrita
A língua é escrita tanto numa versão do alfabeto latino como numa versão da escrita árabe.

## Fonologia

### Consoantes
|                     | Labial | Labial | Alveolar | Alveolar | Palatal | Palatal | Velar | Velar | Uvular | Uvular | Glotal | Glotal |
| ------------------- | ------ | ------ | -------- | -------- | ------- | ------- | ----- | ----- | ------ | ------ | ------ | ------ |
| Nasal               |        | m      |          | n        |         | ɲ       |       | ŋ     |        |        |        |        |
| Plosiva             | p      | b ᵐb   | t        | d ⁿd     | c       | ɟ ᶮɟ    | k     | g ᵑɡ  | q      | ᶰɢ     | ʔ      |        |
| Implosiva           | ɓ̥      | ɓ      | ɗ̥        | ɗ        | ʄ̊       | ʄ       |       |       |        |        |        |        |
| Fricativa           | f      |        | s        |          |         |         | x     |       |        |        | h      |        |
| Aproximante Lateral |        |        |          |          |         | j       |       | w     |        |        |        |        |
| Aproximante Lateral |        |        | l        |          |         |         |       |       |        |        |        |        |
| Vibrante            |        |        |          | ɾ        |         |         |       |       |        |        |        |        |

## Algumas saudações em sererê
As seguintes saudações e frases são faladas na maioria das regiões do Senegal onde vivem os falantes do serer.
Nam fi'o? (pronúncia, nam feeyoh) = Onde você está?
- Resposta = mexe meen (pronúncia, may hay men) = Estou aqui.
Ta mbind na? (pronúncia, tah mbind nah) = Como está sua família?
- Resposta = Owa maa (pronúncia owa maa) = Está bem.
Na cultura senegalesa, saudações são muito importantes. Às vezes, moradores das vilas podem passar vários minutos cumprimentando uns aos outros.

## Amostra de texto
Em escrita latina
Ween we naa ñoowaa na ’adna, den fot mbogow no ke war na ’oxu refna na den ’a jega ’o ngalaat ’umti yiif ’um, le mbarin o meƭtowtaa baa mbaag ’o ñoow den fot no fog.
Em escrita árabe
وࣹينْ وࣹ ݧُووَا نَ اَدْنَ، دࣹنْ فࣷتْ مبࣷگࣷوْ نࣷ کࣹ وُر نَ اࣷخُ رࣹفْنَ نَ دࣹنْ اَ جࣹگَ اࣷ نگَلَاتْ اُمْتِ يِيفْ اُمْ، لࣹ مبَرِنْ اࣷ مࣹࢣࣷوْتَا بَا مبَاگْ اࣷ ݧࣷووْ دࣹنْ فࣷتْ نࣷ فࣷگْ.‎
Português
Todos os seres humanos nascem livres e iguais em dignidade e direitos. Eles são dotados de razão e consciência e devem agir uns para com os outros num espírito de fraternidade. (Declaração Universal dos Direitos Humanos – Artigo 1º)